# Isoetes biafrana
Isoetes biafrana är en kärlväxtart som beskrevs av Arthur Hugh Garfit Alston. Isoetes biafrana ingår i släktet braxengräs, och familjen Isoetaceae. Inga underarter finns listade i Catalogue of Life.